# Francisco José Cabral
Francisco José Cabral (Vilarinho de Cotas, 28 de setembro de 1772 - Vilarinho de Cotas, 11 de maio de 1820), foi um escritor e poeta português do primeiro quartel do século XIX, autor de Elegias, sonetos e poesias populares.

## Biografia
Era filho de António José Sampaio com Ana Maria Cabral, natural de Favaios.
Sendo assim, por sua mãe, primo segundo de Basílio Cabral Teixeira de Queirós, destacado político e magistrado do século XIX; usavam ambos o sobrenome Cabral em homenagem a uma remota antepassada, Beatriz Álvares Cabral, natural de Belmonte e casada com Diogo Gonçalves Peixoto, que foi 1.º senhor de Penafiel de Sousa, no ano de 1429.
Publicou apenas duas obras literárias, nos anos de 1816 e 1817, citadas por Inocêncio Francisco da Silva, no Tomo 2 do seu monumental Dicionário Bibliográfico Português.

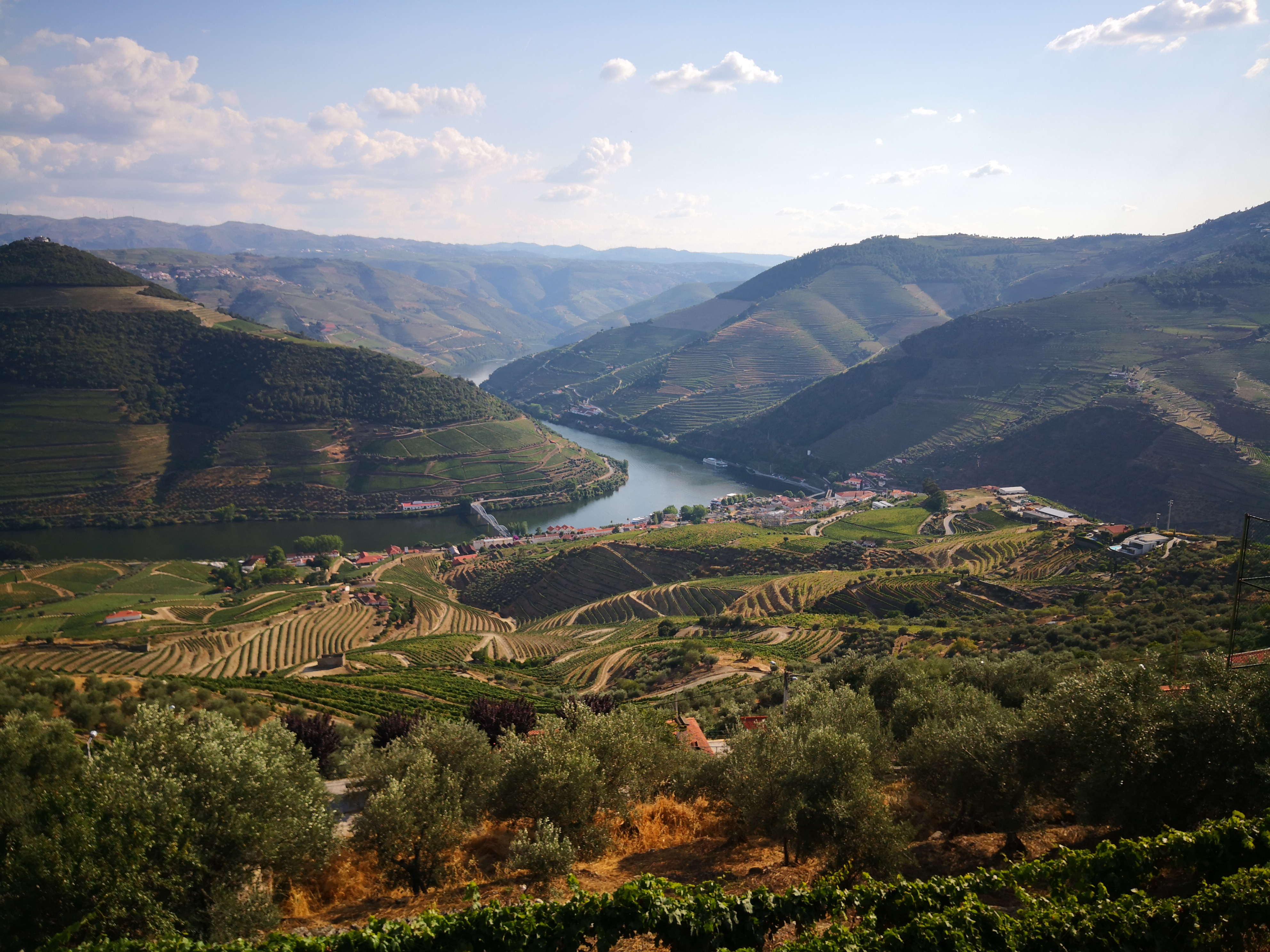
Vista da região de Vilarinho de Cotas, onde Francisco José Cabral nasceu e residiu

Sobre uma delas, a "Elegia à morte de Bento de Queiroz Pereira Pinto...", o autor do renomado dicionário corográfico  de Pinho Leal, escrevendo em 1886, muitos anos depois da respectiva publicação, transcreveria alguns excertos, finalizando com um seu comentário:
"Este bom cidadão, bom pai e esposo

Que suspiros do peito nos arranca!
Mirrou-se aquella mão, que dadivoza,
A todos foi clemente, a todos franca"
Bonitos versos! Ainda hoje qualquer dos nossos poetas se ufanaria, assignando-os. (in Dicionário Corográfico Pinho Leal, Livro 11.º, p. 1352)
Além disso, foi autor de inúmeros improvisos poéticos, rapidamente conhecidos e disseminados entre a população da toda a região do Douro, que os repetia com frequência.
Apesar de ter escrito uma "Apologia da Religião" e de ter falecido como católico, recebendo todos os sacramentos, teve na sua vida a reputação de professar "ideias avançadas" e de por vezes adotar tipos de comportamento algo "dissolutos".

### Amizade com Bocage
Tinha grande admiração pela obra e estilo de vida do poeta Bocage, com quem chegou a conviver, depois de uma viagem que expressamente fez a Lisboa, quando era muito jovem, com o único objetivo de conhecer o famoso poeta. Este recebeu Francisco José Cabral "com júbilo" e hospedou-o na sua casa "como pôde", durante vários dias em que reinou na residência do representante do arcadismo lusitano um ambiente boémio, ou libertino, de grande festa.
Era um dos maiores proprietários na então freguesia de Vilarinho de Cotas, onde exerceu a profissão de farmacêutico. E foi retratado numa pintura a óleo, que ainda existia no ano de 1886, na posse de um parente distante.

## Casamento e descendência
Casou-se, cerca do ano de 1795, com Francisca Baptista, filha de André Baptista com Maria Dias, natural da freguesia de Medrões. (Depois de viúva, D. Francisca Baptista casar-se-ia 2.ª vez, sem geração, com José António da Veiga, comendador da Ordem de Cristo e da Ordem de Nossa Senhora da Conceição de Vila Viçosa).
Do casamento de Francisco José Cabral com D. Francisca Baptista nasceram uma filha e um filho, que não deixariam sucessão.

## Obras publicadas
- Elegia à morte de Bento de Queiroz Pereira Pinto Serpe e Mello, Lisboa, 1816, 8.º de 15 páginas.[4]

- Apologia da Religião, Lisboa, 1817, 8.º de 14 páginas.[4]